# Nicodemus West
Nicodemus West es un personaje ficticio que aparece en los cómics estadounidenses publicados por Marvel Comics. El personaje apareció por primera vez en The Oath # 1 en 2006, como el cirujano que operó las manos de Stephen Strange después de su accidente automovilístico.
Michael Stuhlbarg interpretó al personaje en la película del Universo cinematográfico de Marvel Doctor Strange (2016) y en Doctor Strange en el multiverso de la locura (2022).

## Historial de publicaciones
El personaje fue creado por Brian K. Vaughan y Marcos Martin y aparece en la serie limitada Doctor Strange: The Oath.

## Biografía ficticia
Nicodemus West nació con heterocromía y pasó la mayor parte de su vida estudiando y practicando medicina y cirugía. Durante mucho tiempo fue admirador del Dr. Stephen Strange y aceptó con orgullo la oportunidad de realizar una cirugía en las manos de su ídolo después de su fatídico accidente. Desafortunadamente, West no pudo reparar los nervios en las manos de Strange.
Siguió a Strange a Kamar-Taj, donde él también comenzó a entrenar con el Anciano. Sintiendo que podría curar a personas de todo el mundo con sus nuevas habilidades, West abandona su entrenamiento antes de tiempo, pero debido a su inexperiencia mata accidentalmente a un paciente con cáncer. Termina uniéndose a Productos Farmacéuticos Oportunos como su C.E.O. con la condición de que nunca use magia.
Finalmente se revela a Strange cuando roba un elixir especial que amenazaría el negocio de Productos Farmacéuticos Oportunos. Luchan usando su hechicería, pero West es fácilmente derrotado por Strange. West muere cuando se vuelve temporalmente impotente y se cae del edificio de Productos Farmacéuticos.

## En otros medios
- Nicodemus "Nick" West aparece en Doctor Strange (2016) interpretado por Michael Stuhlbarg.[6] En la película, se le representa como un cirujano rival de Strange.[7] Él etiqueta incorrectamente a un paciente como muerto solo para que Strange se dé cuenta de que una bala alojada en la cabeza del paciente lo estaba envenenando y procede a sacarla mientras West observa. Más tarde realiza una cirugía en las manos de Strange después del accidente automovilístico de este último donde las daña, aunque no puede salvarlas, lo que hace que Strange lo acuse furiosamente de arruinar su carrera. Más tarde, West está sin saberlo atrapado entre una lucha proyectada astral entre Strange y uno de los fanáticos de Kaecilius. Después de que Kaecilius hiere mortalmente al Anciano, Strange le pide a West que la opere, aunque no puede salvarla.
- West aparece de cameo en Doctor Strange en el multiverso de la locura (2022),[8] donde se le vio en la boda de Christine Palmer, y después que también fue víctima del Blip.